# Pametni števec porabe vode
Upravljanje z vodnimi viri in vodovodnim omrežjem je področje, kjer je uporaba sodobnih informacijskih tehnologij lahko zelo učinkovita, zato so nekatera mesta že začela uvajati oddaljeni nadzor porabe vode s pametnimi merilci porabe vode (AMR - automated meter reading), ki preko brezžičnih povezav spremljajo porabo vode, prav tako pa omogočajo krmiljenje ventilov na daljavo.
Z uporabo IoT tehnologije se zmanjša potreba po ročnemu popisovanju števcev, nadzor poteka v realnem času, podatki pa se shranjujejo v oblak, od koder so dostopni nadzornim centrom in uporabnikom, ki lahko preko mobilnih naprav spremljajo svojo porabo vode.
Podjetje SigFox je svoje pametne merilnike že namestilo v mestu Antwerpnu, kjer je nameščenih preko 200 000 merilnikov tako pri zasebnih uporabnikih kot tudi v podjetjih.
Posledica možnosti spremljanja porabe je zmanjšana poraba vode pri končnih uporabnikih, ki pa lahko preko mobilne aplikacije sporočajo tudi morebitno puščanje vode in vzdrževalcem omogočijo hitrejši odziv.